# L. E. Flaco
L.E. Flaco, también conocido como Roy Mercurio es un MC argentino, residente en Madrid, miembro de los grupos Dremen y Underground Sensse, además de educador en el Taller de Kultura Hip Hop de Aranjuez y Velilla de San Antonio.

## Biografía
L.E. Flaco empieza a escribir sobre el año 1994, pero no es hasta 1998 cuando se decide a empezar a rapear.[cita requerida]
Monta el grupo KilómetroZero, que posteriormente se disuelve, siguiendo Flaco su carrera en solitario.
Una vez encaminado, tuvo una época muy activa en la cual actuaba en muchos conciertos, que muchas veces él mismo organizaba. Así fue adquiriendo experiencia y fama, que lo llevarían a colaborar en la revista Serie B, primero como redactor, y posteriormente como ayudante de producción, organizador y otras labores secundarias.
Una vez dentro del entorno del rap de Madrid, no tardaron en surgir proyectos, tanto a título solitario como colaboraciones. Participó en varios discos recopilatorios underground, como Esencia Hip Hop. Además, aparecía de forma continuada en discos de otros artistas o en colaboraciones especiales como una canción conmemorativa de los atentados del 11 de marzo de 2004 en Madrid junto con Bako, Eimoman, Artes aka 1/29, Dobleache, Crae y Cerroman. Este tema destaca por mostrar los diferentes estilos de los artistas, pero todos con el prisma crítico que caracteriza muchas de las canciones de hip hop español.
Bajo el sello Thot Records sacó su primer álbum, "La Especie", en 2006, con colaboraciones de LaPrima, Bako, Eimoman, Ehler Danloss, Q-Unique y Toscano. La producción corre a cargo de 1101vs13, Smol Noiz, SiameseBats, Sr. Zambrana entre otros. El disco cuenta con 17 cortes, que van desde el rap más puro hasta sorpresas como un chotis o música disco.
Formó Undergound Sensse, que empezó siendo un colectivo pero acabó siendo un grupo, lanzando en 2008 un LP titulado Mi equipo. Después de sacar su maqueta Misericordia, siguió al pie del escenario, compartiendo cartel con múltiples artistas del panorama nacional.[cita requerida]
Más adelante en 2009 saca de la mano de thot record el LP creactividad con colaboraciones de Toscano, El hombre viento e Ikah entre otros. En este LP se encuentra a un L.E. flaco más crítico con la sociedad y con instrumentales muy variadas que van desde el rap más puro hasta el drum and bass más alejado del género.
En 2011 forma parte del colectivo Dremen junto Kelo, Bitxo Ma, Tawas, Tosko y Bman Zerowan, así como los productores 1101vs13 y  Zette y el Dj Tony Karate; llevando un sonido muy electrónico con mezclas de Drum and Bass y Dubstep preparado para el directo con unas letras reivindicativas y críticas con la sociedad actual y el gobierno.
En 2013 empieza una nueva etapa, y se cambia el apodo a Roy Mercurio, este mismo año saca su primer LP con el nuevo apodo, Mercurio.
En 2018 Dremen se toma un respiro, y cada miembro se centra en sus proyectos personales. Roy, Bitxo Malo, Tony Karate y otros músicos cercanos, forman el grupo LaZurda Crew, A Roy Mercurio también se le ha visto colaborar con la banda AP Big Band.

### Educador
Empezó a colaborar en la Asociación Magni, en un taller llamado Taller de Kultura Hip Hop, en Aranjuez y posteriormente en Velilla de San Antonio, dedicado, en un principio, a jóvenes con problemas. Desde entonces, sus proyectos de educación y música han estado ligados, y ha declarado que todo lo que hace al cabo del día está relacionado con ello.[cita requerida]
La asociación también formó junto a Flaco el sello sin ánimo de lucro Thot Records, que saca a los artistas de rap que tienen proyectos de educación, a la vez que los beneficios van para proyectos educativos.

## Discografía
- Misericordia (Maqueta) (Independiente, 2004)
- La Especie (LP) (Thot Records, 2006)
- La vida sin dios (Maxi) (2009)
- Creactividad (LP) (Thot Records, 2009)[1]
- Fabricando Mercurio (Maqueta) (2012)
- Mercurio (LP) (2013) como Roy Mercurio

## Colaboraciones
- VVAA "Sentido Underground Serie 1" (2003)
- Doshdete "Radio Jinchow" (2004)
- Sr. Zambrana "Crónicas de un bohemio" (2004)
- VVAA "Solo Maketas Vol. 1" (2004)
- Poesía Sublime "Estábamos soñándola" (2004)
- LaMeka55 "…Y yo feliz" (2004) producido por Jess Medina
- Artes "Nada en común" (2004)
- Poesía sublime "Siéntate y escucha" (2005)
- Genios de la Cachimba "Invierno" (2005)
- Ehler Danloss "Amor de mono" (2005)
- Sentido Komún "El atake del ornitorrinko" (2006)
- Almargen "El Álbum" (2006)
- Inze Brashier "Luna negra" (2006)
- VVAA "Tiempo de kambio" (2006)
- Duo Kie "Bonus track (con Legendario, Puto Largo, Swan Fyahbwoy, Tito Sativo, Tote King, Rayden, Juaninacka, El Chojin, Jefe de la M, Newton y Juan Profundo)" (21cm, 2008)
- H Mafia "Generación" (2008)
- Complot + L.E. Flaco - Prepara Un Tratamiento
- El Piezas "Espera tras la línea" (2010)
- Poesía Sublime "Silencio"
- Le Punk "Europa"
- Aspencat "Antimatèria (con Bman Zerowan, Tawas MC y Bitxo Ma) "  (2013)
- ZOO "Aquesta vora" (2014)

## Curiosidades
- Fue el quien compuso y canto la intro de la popular serie juvenil HKM.
- Su apodo viene de la complexión tan delgada que tenía de pequeño, y aparte por la costumbre argentina de llamar a un hombre diciendo "¡Flaco!". Las iniciales L.E. corresponden a La Especie, puesto que Flaco se considera La Especie en extinción, el que enfoca el rap de manera diferente al resto.
- Empezó haciendo grafitis, luego breakdance hasta que finalmente se dedicó al rap.
- El LP "La especie" comienza con el mismo sonido de un xilófono. Esto es una marca en los trabajos del colectivo Eternia non players, del que forma parte L.E. Flaco. Este sonido también suena en el trabajo "Zigurat" o "El cuarto de las ratas" de A3Bandas y en el maxi "Donde se esconden los sueños" de Bako.
- Actualmente forma parte del colectivo artístico Dremen junto a varios artistas del género.